# Distretto di Mueang Prachinburi
Il distretto di Mueang Prachinburi (in thailandese: เมืองปราจีนบุรี) è un distretto (amphoe) della Thailandia, situato nella provincia di Prachinburi.